# Parabol

Một parabol

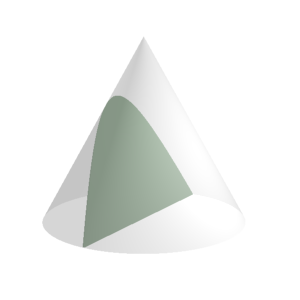
Parabol như một giao tuyến giữa một mặt nón và mặt phẳng song song với đường sinh của nó.

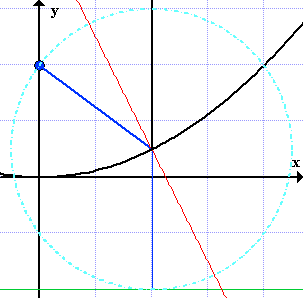
Một hình miêu tả tính chất đối xứng, đường chuẩn (xanh lá cây), và các đường thẳng nối tiêu điểm và đường chuẩn với parabol (xanh nước biển)

Trong toán học, parabol (Tiếng Anh là parabola, bắt nguồn từ tiếng Hy Lạp παραβολή) là một đường conic được tạo bởi giao của một hình nón và một mặt phẳng song song với đường sinh của hình đó. Một parabol cũng có thế được định nghĩa như một tập hợp các điểm trên mặt phẳng cách đều một điểm cho trước (tiêu điểm) và một đường thẳng cho trước (đường chuẩn).
Trường hợp đặc biệt xảy ra khi mặt phẳng cắt tiếp xúc với mặt conic. Trong trường hợp này, giao tuyến sẽ suy biến thành một đường thẳng.
Parabol là một khái niệm quan trọng trong toán học trừu tượng. Tuy nhiên, nó cũng được bắt gặp với tần suất cao trong thế giới vật lý, và có nhiều ứng dụng trong kỹ thuật, vật lý, và các lĩnh vực khác.

### Các phương trình hình giải tích của parabol
Trong Hệ tọa độ Descartes, một parabol với trục đối xứng song song với trục {\displaystyle y\,\!} và có đỉnh {\displaystyle (h,k)\,\!}, tiêu cự {\displaystyle (h,k+p)\,\!}, và đường chuẩn {\displaystyle y=k-p\,\!}, với {\displaystyle p\,\!} là khoảng cách từ đỉnh tới tiêu cự, sẽ có phương trình như sau:.
{\displaystyle (x-h)^{2}=4p(y-k)\,}
hoặc, với trục song song với trục x
{\displaystyle (y-k)^{2}=4p(x-h)=h(x-h)/4\,}
Tổng quát hơn, một parabol là một đường cong trên mặt phẳng Decartes định nghĩa bởi phương trình tối giản có dạng
{\displaystyle Ax^{2}+Bxy+Cy^{2}+Dx+Ey+F=0\,}
trong đó {\displaystyle B^{2}=4AC\,}, tất cả các hệ số đều là số thực và {\displaystyle A\not =0\,} hoặc {\displaystyle C\not =0\,}, và có nhiều hơn một nghiệm, xác định tất cả các cặp (x;y) trên parabol, tồn tại. Phương trình được gọi là tối giản nếu nó không thể được biểu diễn dưới dạng tích hai phương trình tuyến tính (không nhất thiết khác nhau).

### Các định nghĩa hình học khác
Một parabol cũng có thể được định nghĩa là một đường conic với tâm sai bằng 1. Là một kết quả của định nghĩa này, các parabol đều đồng dạng. Một parabol có thể được dựng bằng cách tìm giới hạn của một chuỗi elip trong đó một tiêu điểm, được giữ nguyên trong khi cái còn lại được di chuyển ra xa. Với nghĩa này, một parabol có thể được coi là một elip với một tiêu cự ở vô hạn. Parabol là một ảnh nghịch đảo của một cardioid (đường hình tim).
Một parabol chỉ có một trục đối xứng duy nhất, đi qua tiêu điểm và vuông góc với đường chuẩn của nó. Giao điểm của trục này và parabol được gọi là đỉnh. Một parabol quay xung quanh trục của nó trong không gian ba chiều sẽ tạo ra một hình paraboloid.
Parabol được tìm thấy trong rất nhiều tình huống của thế giới vật lý (xem phía dưới).

### Các phương trình
(với đỉnh (h, k) và khoảng cách p giữa đỉnh và tiêu điểm - lưu ý rằng nếu đỉnh ở dưới tiêu điểm và tương ứng ở trên đường chuẩn thi p dương, còn không thì p âm; tương tự, với trục đối xứng ngang, p dương nếu đỉnh nằm bên trái tiêu điểm và bên phải đường chuẩn).

#### Descartes

##### Trục đối xứng dọc
{\displaystyle (x-h)^{2}=4p(y-k)\,}
{\displaystyle y=a(x-h)^{2}+k\,}
{\displaystyle y=ax^{2}+bx+c\,}
trong đó:{\displaystyle \ \ a={\frac {1}{4p}};\ \ b={\frac {-h}{2p}};\ \ c={\frac {h^{2}}{4p}}+k;\ \ }
{\displaystyle h={\frac {-b}{2a}};\ \ k={\frac {4ac-b^{2}}{4a}}}.
{\displaystyle x(t)=2pt+h;\ \ y(t)=pt^{2}+k\,}

##### Trục đối xứng ngang
{\displaystyle (y-k)^{2}=4p(x-h)\,}
{\displaystyle x=a(y-k)^{2}+h\,}
{\displaystyle x=ay^{2}+by+c\,}
trong đó:{\displaystyle \ \ a={\frac {1}{4p}};\ \ b={\frac {-k}{2p}};\ \ c={\frac {k^{2}}{4p}}+h;\ \ }
{\displaystyle h={\frac {4ac-b^{2}}{4a}};\ \ k={\frac {-b}{2a}}}.
{\displaystyle x(t)=pt^{2}+h;\ \ y(t)=2pt+k\,}

##### Parabol tổng quát
Dạng tổng quát của một phương trình parabol là:
{\displaystyle (Ax+By)^{2}+Cx+Dy+E=0\,}
được rút ra từ phương trình tổng quát của các đường conic và tính chất của parabol {\displaystyle B^{2}=4AC}.

#### Bán kính qua tiêu, bán tiêu và hệ trục tọa độ cực
Trong hệ tọa độ cực, một parabol với tiêu điểm tại gốc và đường chuẩn trên trục dương x được cho bởi phương trình
{\displaystyle r(1+\cos \theta )=l\,}
trong đó, l là bán tiêu: khoảng cách từ tiêu điểm đến bản thân parabol, đo dọc theo đường thẳng vuông góc với trục đối xứng. Lưu ý rằng đoạn này gấp đôi khoảng cách từ tiêu điểm tới đỉnh của parabol và bằng một nửa bán kính qua tiêu.
Bán kính qua tiêu và một dây cung đi qua tiêu điểm chính và vuông góc với trục đối xứng, nó có độ dài bằng 4a.

#### Dạng Gauss-mapped
Theo dạng Gauss-mapped:
{\displaystyle (\tan ^{2}\phi ,2\tan \phi )}
với pháp tuyến 
{\displaystyle (\cos \phi ,\sin \phi )}.

## Tìm tiêu điểm

Đường parabol với đường chuẩn (L) và tiêu điểm (F). Khoảng cách từ một điểm cho trước P_{n} tới tiêu điểm luôn bằng khoảng cách từ P_{n} tới chân đường vuông góc của nó xuống đường chuẩn Q_{n}.

Đường parabol với đường thằng bất kì (L) vuông góc với trục đối xứng, tiêu điểm (F), và đỉnh (V). Độ dài của đoạn F - P_{n} - Q_{n} luôn không đổi. Như vậy parabol tương đương với elíp có một tiêu điểm ở vô cực.

Cho một parabol có đỉnh là (0,0) và công thức là
{\displaystyle y=ax^{2},\qquad \qquad \qquad (1)}
Cho điểm có tọa độ (0,f) — tiêu điểm — chắc chắn với một điểm P nằm trên parabol luôn có khoảng cách đến tiêu điểm và đường thẳng vuông góc với trục đối xứng của parabol (đường chuẩn), đường này song song với trục x. Vì điểm P có thể trùng với đỉnh, cho nên nó kéo theo rằng đường chuẩn đi qua điểm có tọa độ là (0,-f). Nên với điểm P=(x,y), điểm đó cách đều hai điểm (0,f) và điểm (x,-f). Nên cần tính được giá trị f thỏa mãn điều kiện trên.
Đặt điểm F là tiêu điểm, và điểm Q là điểm có tọa độ là (x,-f). Đoạn FP bằng đoạn QP.
{\displaystyle \|FP\|={\sqrt {x^{2}+(y-f)^{2}}},}
{\displaystyle \|QP\|=y+f.}
{\displaystyle \|FP\|=\|QP\|}
{\displaystyle {\sqrt {x^{2}+(ax^{2}-f)^{2}}}=ax^{2}+f\qquad }
Bình phương cả hai vế,
{\displaystyle x^{2}+a^{2}x^{4}+f^{2}-2ax^{2}f=a^{2}x^{4}+f^{2}+2ax^{2}f\quad }
Rút gọn hai vế, ta có,
{\displaystyle x^{2}-2ax^{2}f=2ax^{2}f,\quad }
{\displaystyle x^{2}=4ax^{2}f.\quad }
Chia cả hai vế cho x² (x khác không),
{\displaystyle 1=4af\quad }
{\displaystyle f={1 \over 4a}}
Đặt p=f và công thức của parabol trở thành
{\displaystyle x^{2}=4py\quad }
Tổng quát cho mọi parabol, với công thức ở dạng tiêu chuẩn
{\displaystyle y=ax^{2}+bx+c},
tiêu điểm sẽ có tọa độ là
{\displaystyle \left({\frac {-b}{2a}},{\frac {-b^{2}}{4a}}+c+{\frac {1}{4a}}\right)}
có thể viết lại thành
{\displaystyle \left({\frac {-b}{2a}},c-{\frac {b^{2}-1}{4a}}\right)}
và đường chuẩn được xác định bởi công thức:
{\displaystyle y={\frac {-b^{2}}{4a}}+c-{\frac {1}{4a}}}
có thể viết lại thành
{\displaystyle y=c-{\frac {b^{2}+1}{4a}}}

## Tính phản xạ tại tiếp điểm
Phát biểu một cách toán học, mọi tia xuất phát từ một điểm cho trước song song với trục đối xứng của parabol đều đối xứng với tia xuất phát từ điểm đó đi qua đỉnh qua đường thẳng vuông góc với tiếp tuyến tại điểm đó.
Phát biểu theo cách vật lý, mọi tia sáng truyền dọc theo trục đối xứng vào phần lõm của một gương có dạng parabol đều có tia phản xạ qua tiêu điểm.

## Khi b thay đổi
Tìm tung độ của đỉnh parabol 
Ta đã biết hoành độ của đỉnh parabol là {\displaystyle x=-{\frac {b}{2a}}}, rồi thay vào phương trình {\displaystyle y=ax^{2}+bx+c}
{\displaystyle y=a\left(-{\frac {b}{2a}}\right)^{2}+b\left(-{\frac {b}{2a}}\right)+c} đơn giản hóa
{\displaystyle ={\frac {ab^{2}}{4a^{2}}}-{\frac {b^{2}}{2a}}+c}
{\displaystyle ={\frac {b^{2}}{4a}}-{\frac {2\cdot b^{2}}{2\cdot 2a}}+c\cdot {\frac {4a}{4a}}}
{\displaystyle ={\frac {-b^{2}+4ac}{4a}}}
{\displaystyle =-{\frac {b^{2}-4ac}{4a}}=-{\frac {D}{4a}}}
Vì vậy, đỉnh có tọa độ là...
{\displaystyle \left(-{\frac {b}{2a}},-{\frac {D}{4a}}\right)}

## Parabol trong thế giới vật lý

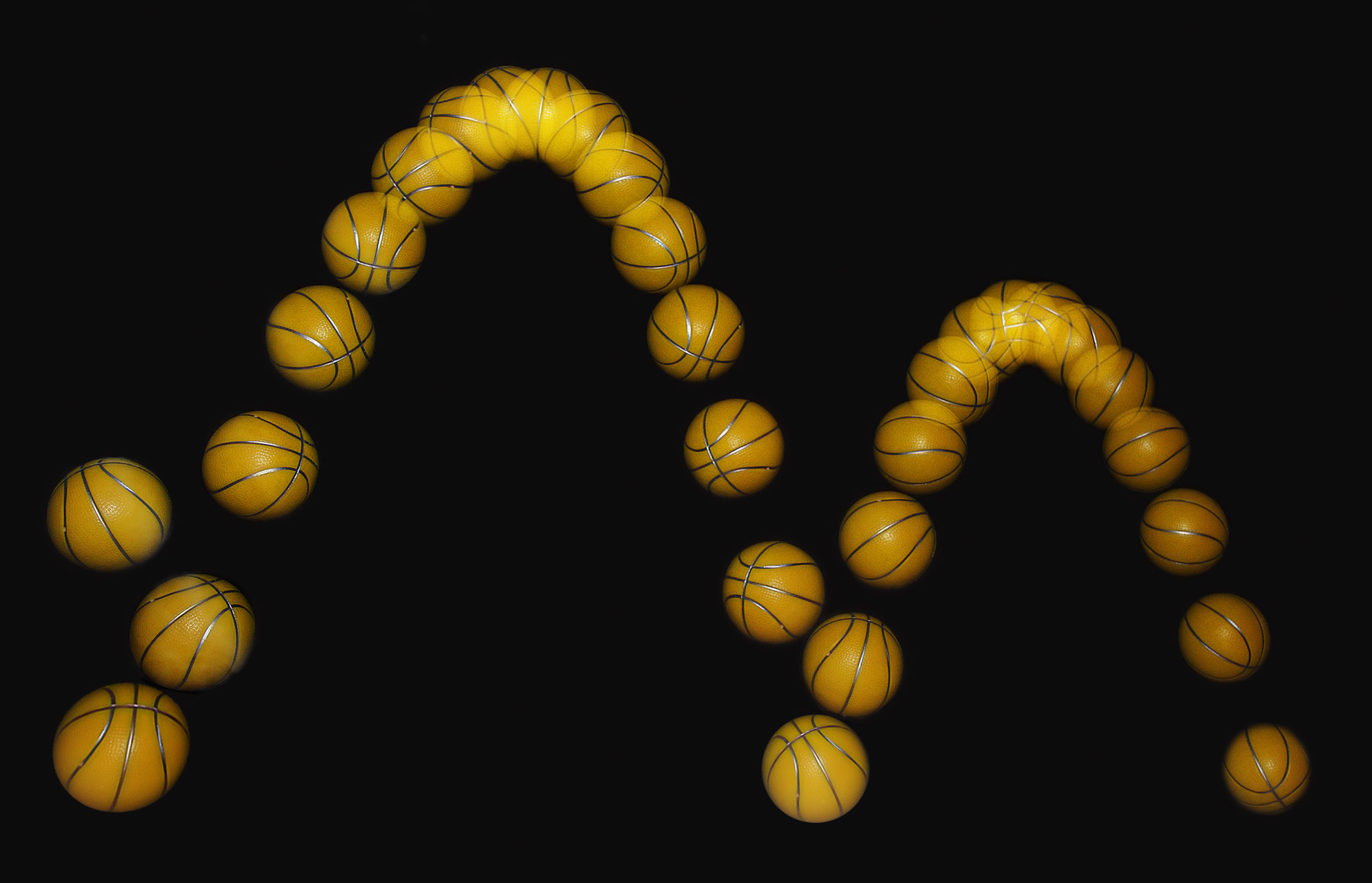
Hình ảnh một quả bóng nảy trên mặt đất được chụp lại bởi một đèn flash với tốc độ 25 hình mỗi giây. Chú ý rằng quả bóng không mang dạng hình cầu sau mỗi lần nảy đặc biệt là lần đầu tiên. Cùng với chuyển động quay và lực cản không khí, quỹ đạo mà quả bóng vạch ra sẽ không chính xác là một parabol.

Trong tự nhiên, các hình gần giống các parabol và các vật có hình paraboloid xuất hiện ở nhiều nơi. Ví dụ của hình parabol được biết đến nhiều nhất trong lịch sử vật lý là quỹ đạo ném xiên tạo ra bởi một chất điểm hoặc một vật thể dưới tác dụng của một trọng trường không đổi khi không có lực cản của không khí (ví dụ như: một quả bóng chày bay trong không trung, bỏ qua lực cản của không khí). Đường bay hình parabol tạo ra bởi chuyển động ném xiên được phát hiện ra nhờ các thí nghiệm của Galileo vào đầu thế kỷ XVII, người đã tiến hành các thí nghiệm về chuyển động của quả bóng trên mặt phẳng nghiêng. Ông ta sau đó đã chứng minh thành công bằng phương pháp toán học trong cuốn 'Đối thoại về hai ngành khoa học mới'. Với vật thể có kích thước lớn, ví dụ như một vật động viên lặn nhảy xuống từ ván nhảy, vật thể sẽ chuyển động phức tạp như chuyển động quay, nhưng trọng tâm của vật vẫn chuyển động theo hình parabol. Trong mọi trường hợp, đường bay của một vật khi bị ném vào không trung luôn là một hình parabol. Sự có mặt của lực cản không khí, luôn làm biến dạng quỹ đạo chuyển động của vật, ở tốc độ chậm, dạng của quỹ đạo là một hình gần giống hình parabol. Ở tốc độ cao hơn, ví dụ như quỹ đạo chuyển động của một viên đạn, dạng của quỹ đạo sẽ bị biến đổi mạnh và không còn giống một hình parabol nữa.

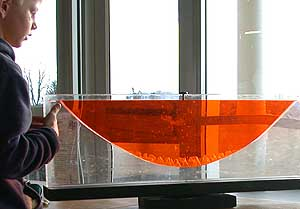
Hình parabol của bề mặt một chất lưu Newton trong chuyển động quay.

Một số trường hợp khác hình parabol có thể xuất hiện trong tự nhiên là quỹ đạo của hai thiên thể, ví dụ như, một tiểu hành tinh hay vật thể khác dưới tác dụng của trọng trường do mặt trời tạo ra. Quỹ đạo của vật mang hình dạng parabol là một trường hợp đặc biệt và rất hiếm gặp trong tự nhiên. Quỹ đạo mang hình dạng hyperbol hay elíp thì phổ biến hơn. Trong thực tế, quỹ đạo hình parabol là dạng chuyển tiếp giữa hai dạng quỹ đạo này. Vật thể di chuyển theo quỹ đạo parabol sẽ chuyển động tại đúng tốc độ tới hạn để thoát khỏi vật thể mà nó đang quay quanh, tốc độ tới hạn của parabol thì nhanh hơn so với hình elíp và chậm hơn so với hyperbol.
Các cây cầu treo cũng có các sợi cáp mang hình dạng giống như hình parabol. Các cáp đỡ vốn không mang hình parabol, mà chúng có hình vòng cung. Dưới tác dụng của các lực không đổi (ví dụ như trọng lực của thân cầu) các sợi cáp bị biến dạng và dần mang hình parabol.
Các hình paraboloid xuất hiện trong một vài trong một vài trường hợp. Ví dụ điển hình nhất của nó là gương paraboloid, nó là một tấm gương hoặc các mảnh kim loại có khả năng phản chiếu và hội tụ ánh sáng hay các loại sóng điện từ khác tại một điểm. Tính chất này của gương paraboloid đã được phát hiện ra vào thế kỉ thứ ba trước công nguyên bởi nhà khoa học Archimedes, ông là người đã ghi lại một truyền thuyết,mà tính chính xác của nó còn tranh cãi, về việc sử dụng các tấm gương parabol để bảo vệ Syracuse khỏi đế chế La Mã, bằng cách: hội tụ ánh sáng mặt trời và đốt thuyền chiến của La Mã. Tính chất này cũng được áp dụng để tạo ra kính viễn vọng vào thế kỷ XVII. Ngày nay, gương mang hình paraboloid được sử dụng rất rông rãi như ăng ten vi sóng và chảo vệ tinh.
Các hình xoay paraboloid được quan sát thấy tại mặt các chất lỏng được đặt trong một vật chứa xoay xung quanh một trục trung tâm. Trong trường hợp này, lực li tâm làm cho ước chờm lên thành vật chứa, tạo thành mặt parabol. Đây là nguyên tắc của gương chất lỏng.
Các máy bay dùng để tạo môi trường phi trọng lực cho mục đích thí nghiệm, ví dụ như các "Vomit Comet" của NASA bay theo một quỹ đạo parabol đứng trong một thời gian ngắn, bằng cách đó tạo ra môi trường không trọng lực.